# لافينيا ماير
لافينيا ماير (بالهولندية: Lavinia Meijer)‏ هي عازفة قيثار ‏ هولندية، ولدت في 12 فبراير 1983 في كوريا الجنوبية.

## وصلات خارجية
- الموقع الرسمي
- لافينيا ماير على موقع ميوزك برينز (الإنجليزية)
- لافينيا ماير على موقع أول ميوزيك (الإنجليزية)
- لافينيا ماير على موقع ديسكوغز (الإنجليزية)